# كايد البلوي
كايد سعيد البلوي(ولد في 4 أبريل 1987-) لاعب كرة قدم سعودي و يلعب كلاعب وسط.
لعب سابقاً في نادي الخالدي ونادي الدرع .